# IC 1
IC 1 je dvojna zvijezda u zviježđu Pegazu. 

## Vanjske poveznice
- (engl.) SEDS: IC 1
- (engl.) Hartmut Frommert: Katalog
- (engl.) Izvangalaktička baza podataka NASA-e i IPAC-a
- (engl.) Astronomska baza podataka SIMBAD
- (engl.) VizieR
- THE NGC/IC Project DSS-ova slika IC 1
- (engl.) Auke Slotegraaf: IC 7001 Deep Sky Observer's Companion
- (engl.) IC 1[neaktivna poveznica] DSO-tražilica
- (engl.) Courtney Seligman: Objekti Indeksnog kataloga